# Födelsekyrkan

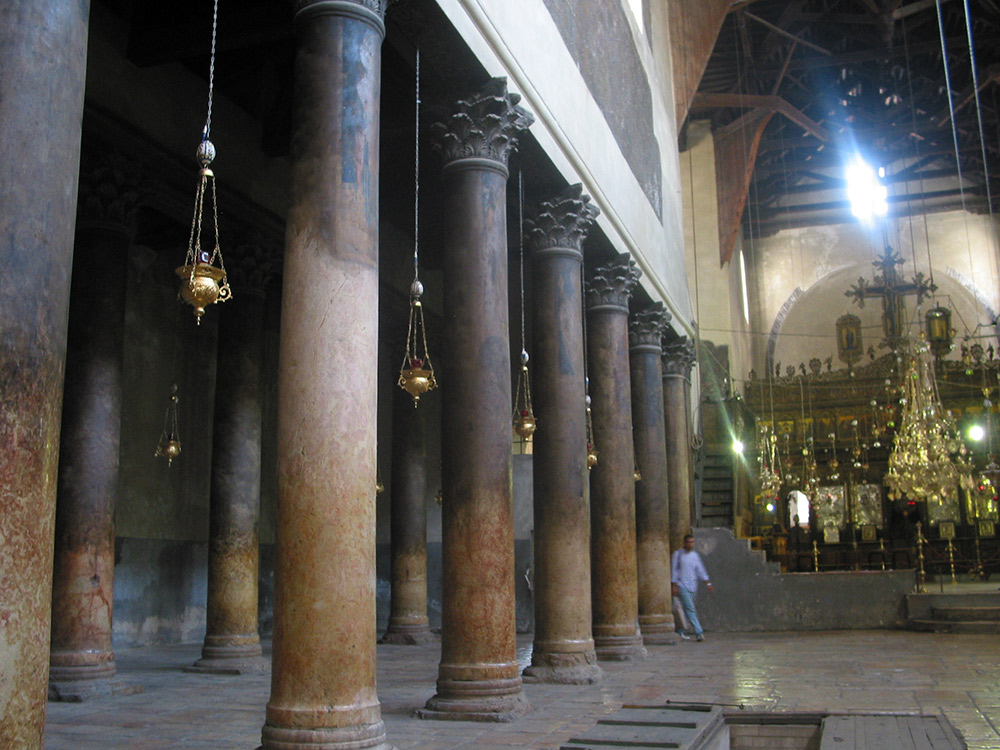
Födelsekyrkans inre

Födelsekyrkan i Betlehem är en av de äldsta kyrkorna i världen som fortfarande är i bruk. Kyrkan uppfördes på 300-talet av kejsar Konstantin den store över den grotta som av traditionen utpekas som Jesu födelseplats. I Nya Testamentets evangelier omnämns ingen grotta som födelseplats, men inom ett århundrade hävdar Justinus Martyren och Jakobs protevangelium att Jesus föddes i en grotta. Numera talar man ofta om ett stall som Jesu födelseplats.
Platsen betraktas som helig av kristna såväl som av muslimer. Om jularna kommer många kristna pilgrimer till kyrkan för att fira jul där.
Födelsekyrkan är sedan 30 juni 2012 ett världsarv.